# Municipio de Union (condado de Wells)
El municipio de Union (en inglés: Union Township) es un municipio ubicado en el condado de Wells en el estado estadounidense de Indiana. En el año 2010 tenía una población de 2138 habitantes y una densidad poblacional de 23,42 personas por km².

## Geografía
El municipio de Union se encuentra ubicado en las coordenadas 40°52′17″N 85°16′28″O / 40.87139, -85.27444. Según la Oficina del Censo de los Estados Unidos, el municipio tiene una superficie total de 91.3 km², de la cual 90,69 km² corresponden a tierra firme y (0,67 %) 0,61 km² es agua.

## Demografía
Según el censo de 2010, había 2138 personas residiendo en el municipio de Union. La densidad de población era de 23,42 hab./km². De los 2138 habitantes, el municipio de Union estaba compuesto por el 98,55 % blancos, el 0,28 % eran afroamericanos, el 0,19 % eran amerindios, el 0,19 % eran de otras razas y el 0,8 % eran de una mezcla de razas. Del total de la población el 0,51 % eran hispanos o latinos de cualquier raza.